# Фёдоровский, Алексей Александрович
Алексей Александрович Федоровский (18 [30] марта 1897, село Русская Халань, Курская губерния — 27 августа 1981, Киев — украинский советский врач, хирург. Заслуженный деятель науки УССР (1959). Лауреат Государственной премии УССР в области науки и техники (1982). Украинец.
Окончил Харьковскую медицинскую академию.
Профессор Киевского медицинского института. 1935 — директор Киевского института переливания крови.
Труды Федоровского посвящены вопросам экспериментальной и клинической хирургии, в частности, проблеме переливания крови и искусственного кровосмешивания.

## Награды
Награждён орденом Красной Звезды, орденом Отечественной войны 2-й степени, орденом Знак Почёта, медалями.